# EPrix de Berlin 2015
GP précédent GP suivant
L'ePrix de Berlin 2015 (2015 FIA Formula E DHL Berlin ePrix), disputé le 23 mai 2015 sur le circuit de Berlin-Tempelhof, est la huitième manche de l'histoire du championnat de Formule E FIA. Il s'agit de la première édition de l'ePrix de Berlin comptant pour le championnat de Formule E et de la huitième manche du championnat 2014-2015.

## Essais libres

### Première séance
| Pos. | Pilote            | Voiture        | Chrono         | Écart     |
| ---- | ----------------- | -------------- | -------------- | --------- |
| 1    | Sébastien Buemi   | e.dams-Renault | 1 min 23 s 158 |           |
| 2    | Nick Heidfeld     | Venturi        | 1 min 24 s 731 | + 1 s 573 |
| 3    | Jaime Alguersuari | Virgin Racing  | 1 min 24 s 782 | + 1 s 624 |
| 4    | Jean-Éric Vergne  | Andretti       | 1 min 24 s 870 | + 1 s 712 |
| 5    | Jérôme d'Ambrosio | Dragon Racing  | 1 min 25 s 017 | + 1 s 859 |
| 6    | Daniel Abt        | Audi Sport ABT | 1 min 25 s 021 | + 1 s 863 |

### Deuxième séance

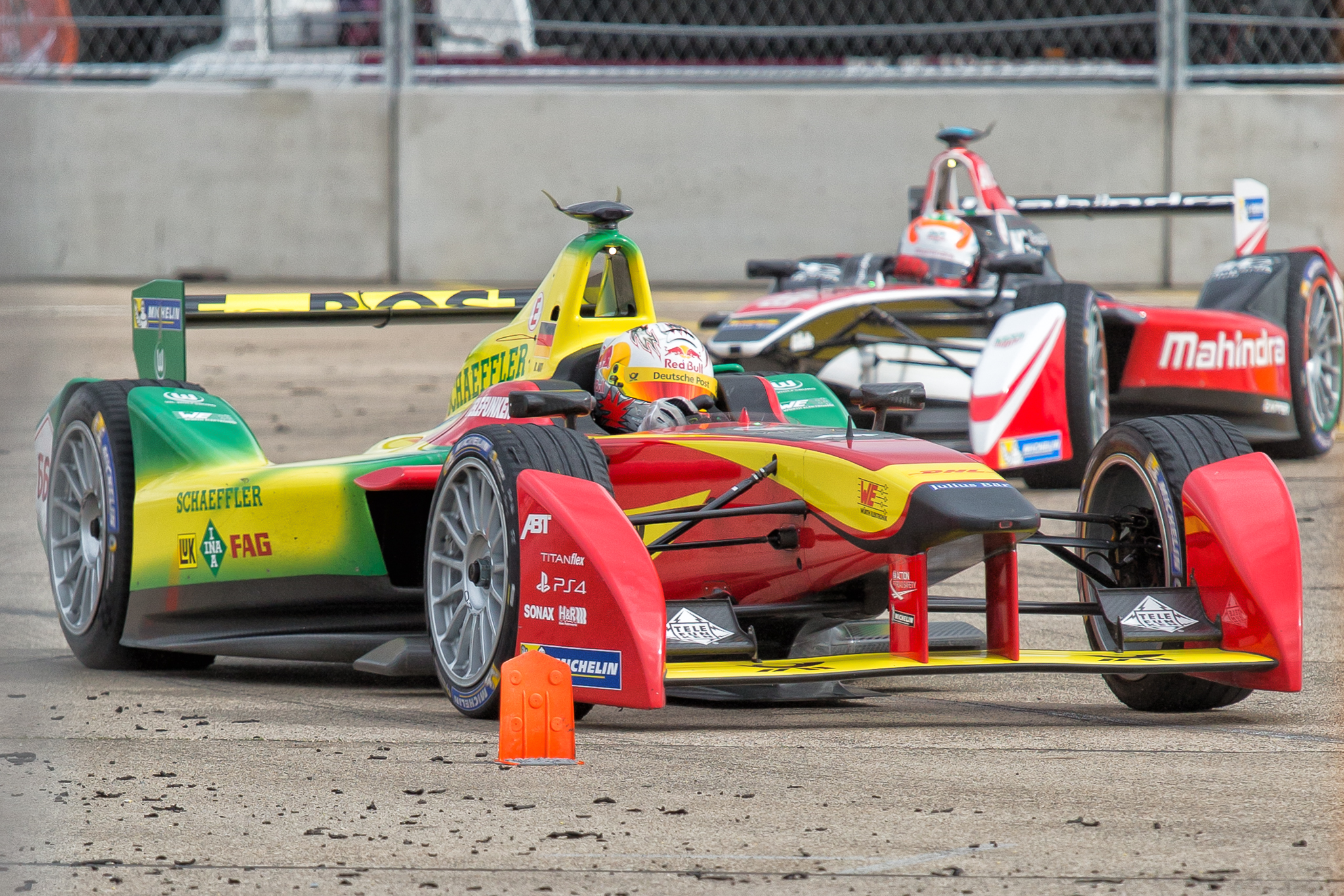
Daniel Abt (Audi Sport ABT) lors de l'ePrix de Berlin 2015.

| Pos. | Pilote            | Voiture        | Chrono         | Écart     |
| ---- | ----------------- | -------------- | -------------- | --------- |
| 1    | Lucas di Grassi   | Audi Sport ABT | 1 min 22 s 032 |           |
| 2    | Nicolas Prost     | e.dams-Renault | 1 min 22 s 192 | + 0 s 160 |
| 3    | Jérôme d'Ambrosio | Dragon Racing  | 1 min 22 s 197 | + 0 s 165 |
| 4    | Jaime Alguersuari | Virgin Racing  | 1 min 22 s 255 | + 0 s 223 |
| 5    | Jean-Éric Vergne  | Andretti       | 1 min 22 s 260 | + 0 s 228 |
| 6    | Scott Speed       | Andretti       | 1 min 22 s 308 | + 0 s 276 |

## Qualifications

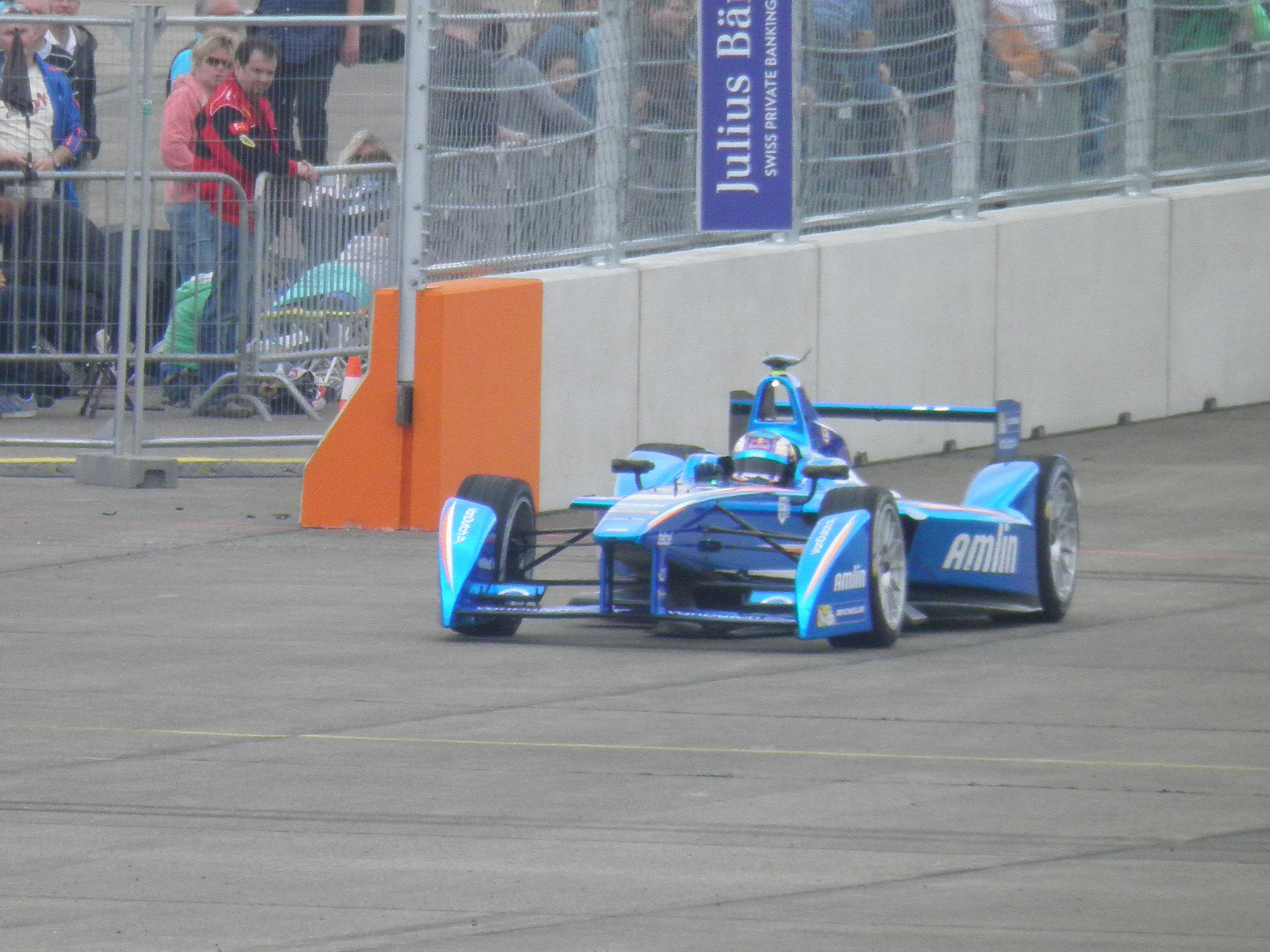
António Félix da Costa (Amlin Aguri), dix-neuvième des qualifications, termine onzième de l'épreuve.

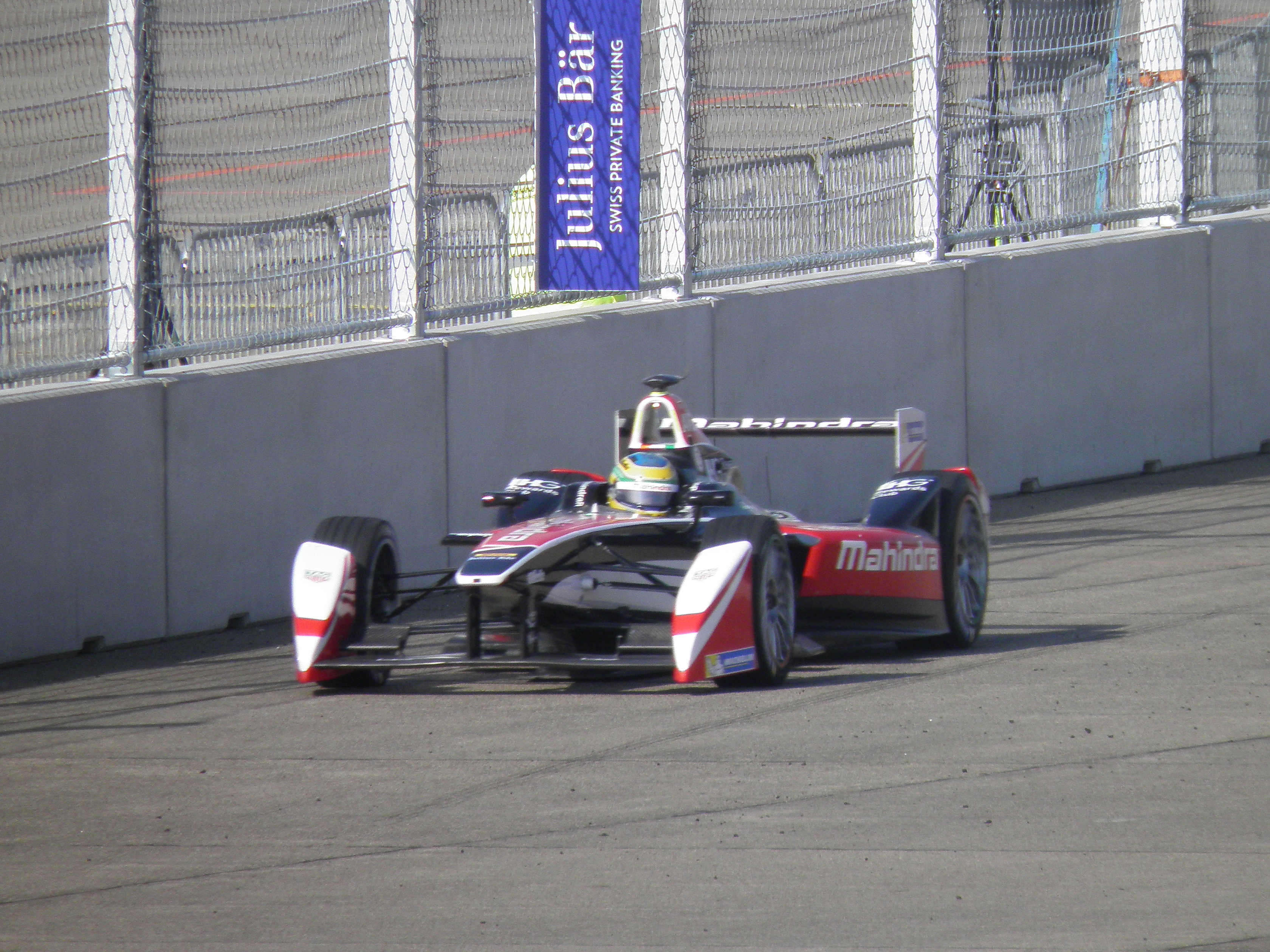
Bruno Senna (Mahindra), dix-huitième des qualifications, termine dix-septième de l'épreuve.

| Pos. | Pilote                 | Écurie          | Chrono         | Écart     | Grille |
| ---- | ---------------------- | --------------- | -------------- | --------- | ------ |
| 1    | Jarno Trulli           | Trulli          | 1 min 21 s 547 |           | 1      |
| 2    | Lucas di Grassi        | Audi Sport ABT  | 1 min 21 s 623 | + 0 s 076 | 2      |
| 3    | Sébastien Buemi        | e.dams-Renault  | 1 min 21 s 685 | + 0 s 138 | 3      |
| 4    | Nick Heidfeld          | Venturi         | 1 min 21 s 710 | + 0 s 163 | 4      |
| 5    | Daniel Abt             | Audi Sport ABT  | 1 min 21 s 754 | + 0 s 207 | 5      |
| 6    | Jérôme d'Ambrosio      | Dragon Racing   | 1 min 21 s 861 | + 0 s 314 | 6      |
| 7    | Nicolas Prost          | e.dams-Renault  | 1 min 21 s 911 | + 0 s 364 | 7      |
| 8    | Loïc Duval             | Dragon Racing   | 1 min 21 s 917 | + 0 s 370 | 8      |
| 9    | Stéphane Sarrazin      | Venturi         | 1 min 21 s 978 | + 0 s 431 | 9      |
| 10   | Jean-Éric Vergne       | Andretti        | 1 min 22 s 015 | + 0 s 468 | 10     |
| 11   | Vitantonio Liuzzi      | Trulli          | 1 min 22 s 032 | + 0 s 485 | 11     |
| 12   | Scott Speed            | Andretti        | 1 min 22 s 096 | + 0 s 549 | 12     |
| 13   | Nelsinho Piquet        | NEXTEV TCR      | 1 min 22 s 310 | + 0 s 763 | 13     |
| 14   | Jaime Alguersuari      | Virgin Racing   | 1 min 22 s 395 | + 0 s 848 | 14     |
| 15   | Sam Bird               | Virgin Racing   | 1 min 22 s 437 | + 0 s 890 | 15     |
| 16   | Salvador Durán         | Amlin Aguri     | 1 min 22 s 444 | + 0 s 897 | 16     |
| 17   | Charles Pic            | NEXTEV TCR      | 1 min 22 s 464 | + 0 s 917 | 17     |
| 18   | Bruno Senna            | Mahindra Racing | 1 min 22 s 575 | + 1 s 028 | 18     |
| 19   | António Félix da Costa | Amlin Aguri     | 1 min 22 s 586 | + 1 s 039 | 19     |
| 20   | Karun Chandhok         | Mahindra Racing | 1 min 22 s 803 | + 1 s 256 | 20     |

## Course

### Classement
| Pos. | no | Pilote                 | Écurie          | Tours | Temps/Abandon                               | Grille | Points |
| ---- | -- | ---------------------- | --------------- | ----- | ------------------------------------------- | ------ | ------ |
| Dsq. | 11 | Lucas di Grassi        | Audi Sport ABT  | 33    | Composants de la monoplace non standardisés | 2      |        |
| 1    | 7  | Jérôme d'Ambrosio      | Dragon Racing   | 33    | 48 min 26 s 566                             | 6      | 25     |
| 2    | 9  | Sébastien Buemi        | e.dams-Renault  | 33    | + 2 s 433                                   | 3      | 18     |
| 3    | 6  | Loïc Duval             | Dragon Racing   | 33    | + 3 s 508                                   | 8      | 15     |
| 4    | 99 | Nelsinho Piquet        | NEXTEV TCR      | 33    | + 3 s 975                                   | 13     | 14     |
| 5    | 23 | Nick Heidfeld          | Venturi         | 33    | + 13 s 46                                   | 4      | 10     |
| 6    | 30 | Stéphane Sarrazin      | Venturi         | 33    | + 13 s 335                                  | 9      | 8      |
| 7    | 27 | Jean-Éric Vergne       | Andretti        | 33    | + 13 s 678                                  | 10     | 6      |
| 8    | 2  | Sam Bird               | Virgin Racing   | 33    | + 14 s 055                                  | 15     | 4      |
| 9    | 18 | Vitantonio Liuzzi      | Trulli          | 33    | + 15 s 636                                  | 11     | 2      |
| 10   | 8  | Nicolas Prost          | e.dams-Renault  | 33    | + 16 s 602                                  | 7      | 1      |
| 11   | 55 | António Félix da Costa | Amlin Aguri     | 33    | + 16 s 797                                  | 19     |        |
| 12   | 3  | Jaime Alguersuari      | Virgin Racing   | 33    | + 20 s 594                                  | 14     |        |
| 13   | 28 | Scott Speed            | Andretti        | 33    | + 21 s 149                                  | 12     |        |
| 14   | 66 | Daniel Abt             | Audi Sport ABT  | 33    | + 23 s 688                                  | 5      |        |
| 15   | 88 | Charles Pic            | NEXTEV TCR      | 33    | + 25 s 491                                  | 17     |        |
| 16   | 77 | Salvador Durán         | Amlin Aguri     | 33    | + 44 s 157                                  | 16     |        |
| 17   | 21 | Bruno Senna            | Mahindra Racing | 33    | + 46 s 257                                  | 18     |        |
| 18   | 5  | Karun Chandhok         | Mahindra Racing | 33    | + 52 s 703 (dont 28 s de pénalité)          | 20     |        |
| 19   | 10 | Jarno Trulli           | Trulli          | 31    | Freins                                      | 1      | 3      |

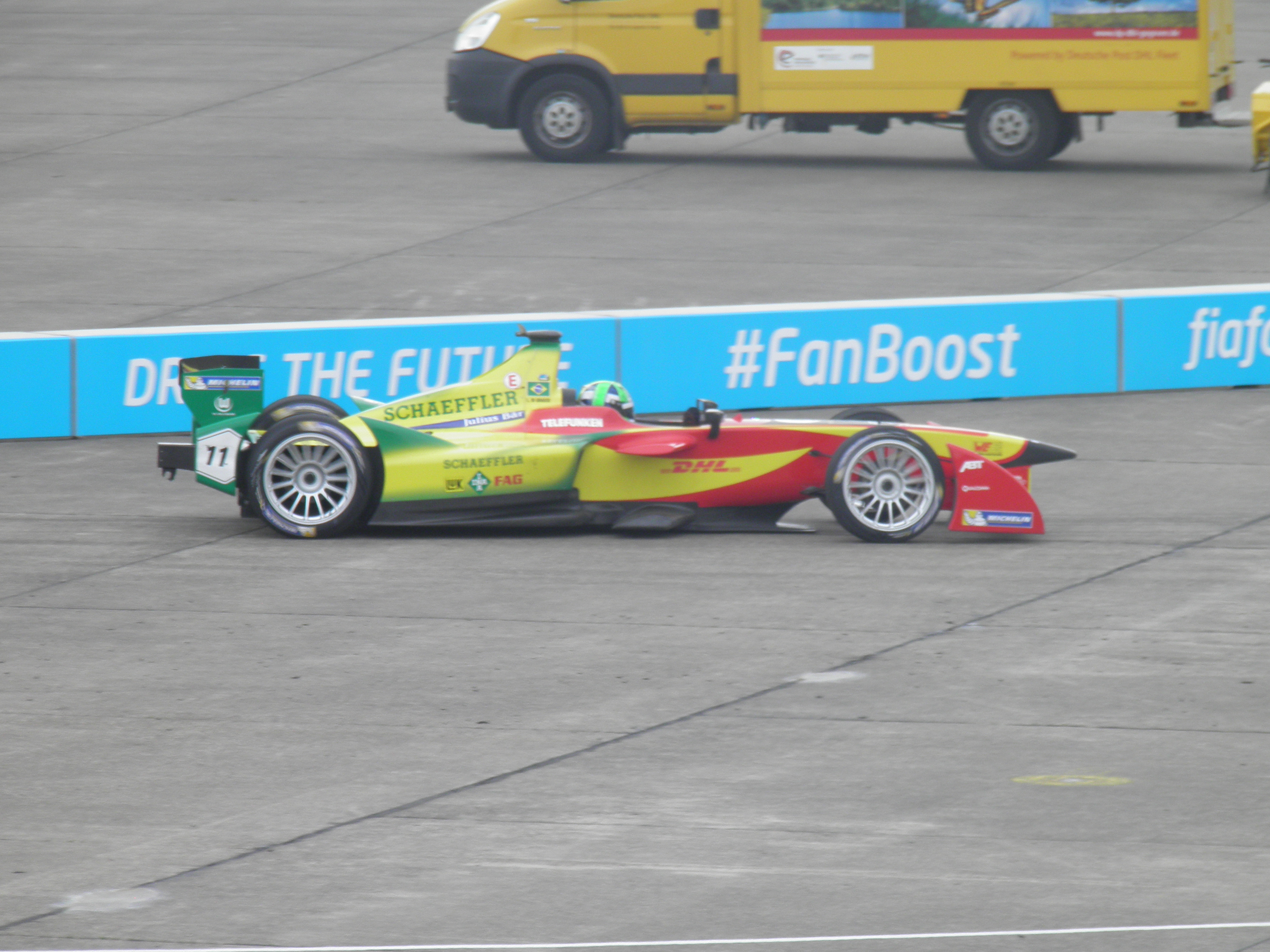
Lucas di Grassi (Audi Sport ABT), premier de l'épreuve, est disqualifié car sa monoplace est composées de pièces non conformes à la réglementation.

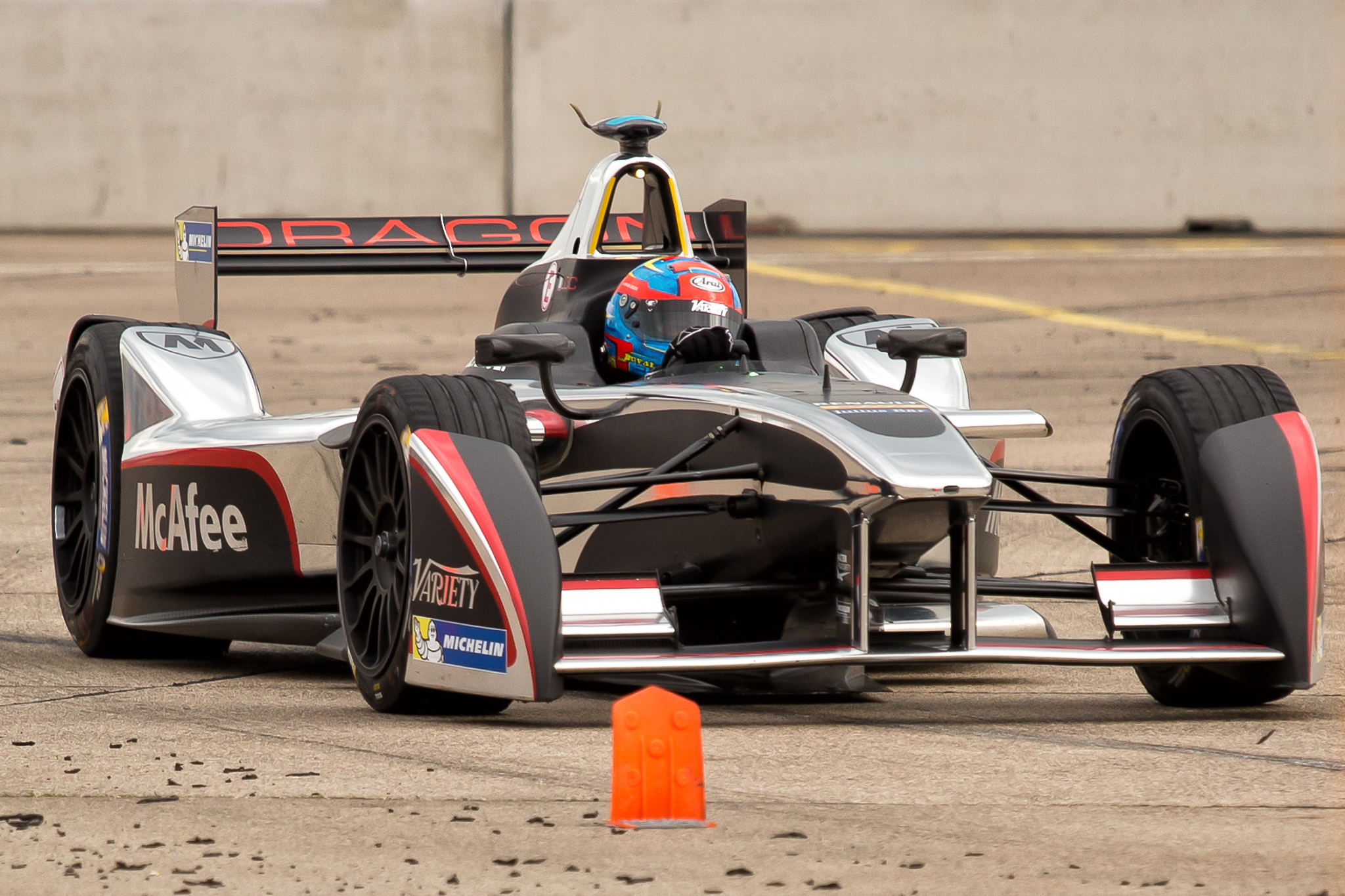
Loïc Duval (Dragon Racing), troisième à Berlin, obtient son premier podium en Formule E.

- Karun Chandhok a écopé de 28 secondes de pénalité pour avoir dépassé la limite de puissance électrique autorisée.
- Sébastien Buemi, Nelsinho Piquet et Charles Pic ont été désignés par un vote en ligne pour obtenir le fanboost, qui leur permet de bénéficier de 25 kW supplémentaires pendant cinq secondes lors de la course[5].

### Pole position et record du tour

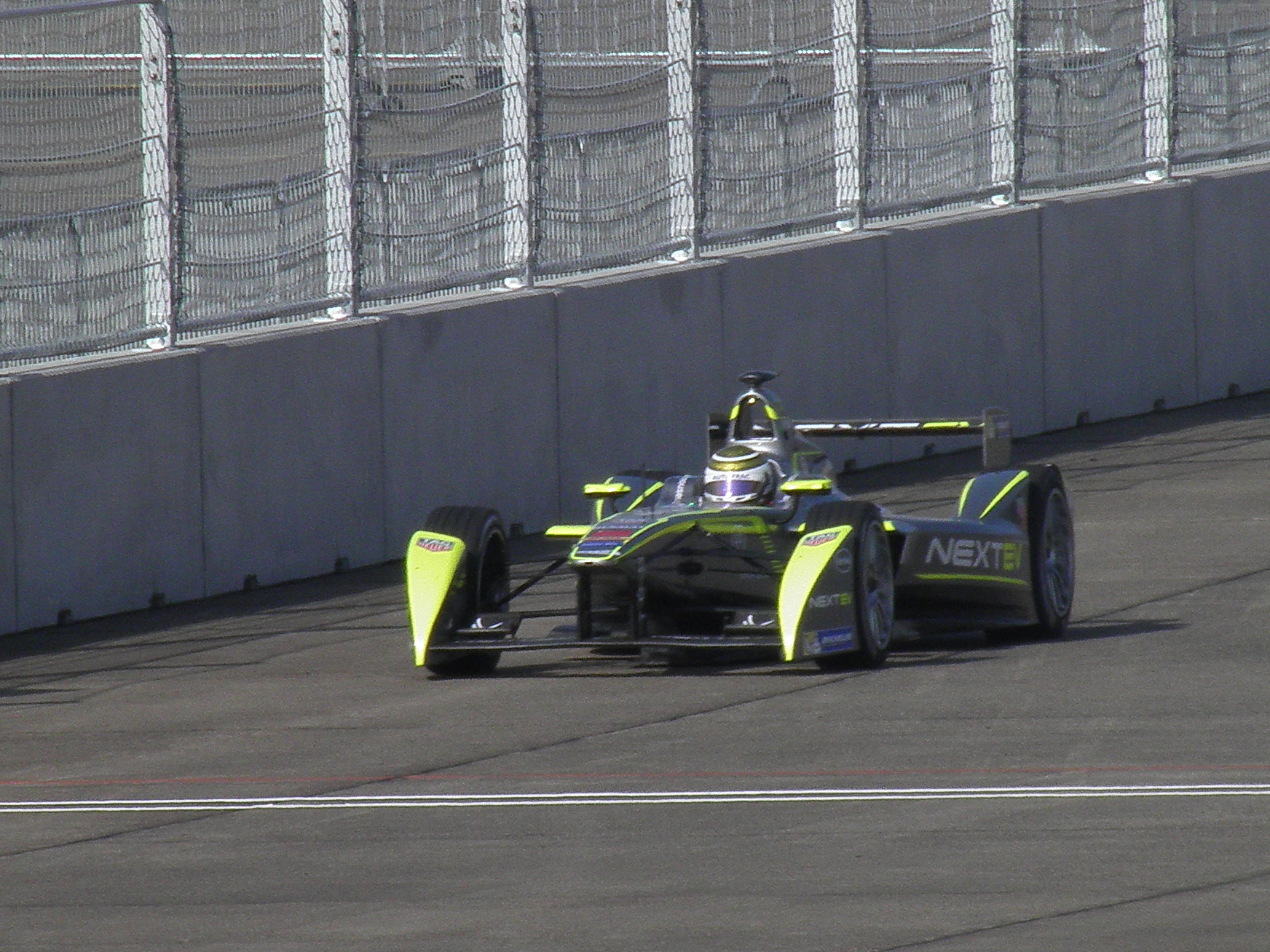
Nelsinho Piquet (NEXTEV TCR) réalise le meilleur en tour en corse de l'ePrix de Berlin.

La pole position et le meilleur tour en course rapportent respectivement 3 points et 2 points.
- Pole position :  Jarno Trulli (Trulli Formula E Team) en 1 min 21 s 547.
- Meilleur tour en course :  Nelsinho Piquet (NEXTEV TCR) en 1 min 24 s 435 au 20e tour.

### Tours en tête
- Lucas di Grassi (Audi Sport ABT) : 32 tours (1-16 ; 18-33)
- Nelsinho Piquet (NEXTEV TCR) : 1 tour (17)

## Classements généraux à l'issue de la course
| Pos. | Pilote                 | Points |
| ---- | ---------------------- | ------ |
| 1    | Nelsinho Piquet        | 103    |
| 2    | Sébastien Buemi        | 101    |
| 3    | Lucas di Grassi        | 93     |
| 4    | Nicolas Prost          | 78     |
| 5    | Jérôme d'Ambrosio      | 77     |
| 6    | Sam Bird               | 68     |
| 7    | António Félix da Costa | 45     |
| 8    | Jean-Éric Vergne       | 40     |
| 9    | Jaime Alguersuari      | 30     |
| 10   | Bruno Senna            | 28     |
| 11   | Loïc Duval             | 23     |
| 12   | Daniel Abt             | 22     |
| 13   | Scott Speed            | 18     |
| 14   | Franck Montagny        | 18     |
| 15   | Karun Chandhok         | 18     |
| 16   | Stéphane Sarrazin      | 18     |
| 17   | Charles Pic            | 16     |
| 18   | Nick Heidfeld          | 16     |
| 19   | Oriol Servià           | 16     |
| 20   | Jarno Trulli           | 15     |
| 21   | Vitantonio Liuzzi      | 2      |
| 22   | Takuma Satō            | 2      |
| 23   | Salvador Durán         | 1      |

| Pos. | Écurie                 | Points |
| ---- | ---------------------- | ------ |
| 1    | e.dams-Renault         | 179    |
| 2    | Dragon Racing          | 116    |
| 3    | Audi Sport ABT         | 115    |
| 4    | NEXTEV TCR             | 107    |
| 5    | Virgin Racing          | 98     |
| 6    | Andretti Autosport     | 88     |
| 7    | Amlin Aguri            | 48     |
| 8    | Mahindra Racing        | 46     |
| 9    | Venturi Formula E Team | 34     |
| 10   | Trulli Formula E Team  | 17     |